# Ruben Agamirzian
Ruben Agamirzian (1922–1991) – radziecki reżyser teatralny. Pochodził z Gruzji, ale swoje życie i twórczość związał z teatrem leningradzkim. 

## Życiorys
Urodził się w 1922 roku w Tbilisi. W roku 1940 ukończył studio w Rosyjskim Teatrze Dramatycznym imienia A.S. Gribojegowa (Тбилисский русский драматический театр имени А. С. Грибоедова). W latach 1946–1948 pracował w Rosyjskim Państwowym Teatrze im. A.P. Czechowa (Государственный русский драматический театр им. А. П. Чехова). W 1953 roku ukończył studia reżyserskie w Leningradzkim Instytucie Teatralnym im. A.N. Ostrowskiego (Ленинградского театрального института им. А. Н. Островского). Jego promotorem był Leonid Wiwjen.
Pierwszym miejscem pracy Agamirziana po studiach był Akademicki Teatr Dramatu im. A.S. Puszkina (Академический театр драмы им. А. С. Пушкина), następnie działał w Wielkim Teatrze Dramatycznym im. Gorkiego (Большой драматический театр им. Горького), gdzie nawiązał współpracę z Tołstonogowem. W 1966 roku Ruben Agamirzian został kierownikiem Akademickiego Teatru Dramatycznego im. W.F. Kommisarżewskiej (Академический драматический театр им. В. Ф. Комиссаржевской), a jednocześnie rozpoczął działalność wykładowczą na swojej alma mater. W 1978 roku został profesorem uczelni.
Zmarł w Petersburgu w 1991 roku.

## Charakterystyka twórczości
Inscenizacje Agamirziana były wierne tekstom, które adaptował. Jednocześnie starał się uwydatnić w nich niewidzialne na pierwszy rzut oka cechy ludzkiego charakteru. Dużo uwagi w swoich sztukach poświęcał również stosunkom interpersonalnym i wyeksponowaniu przesłanek moralnych. 

## Dzieła
- Drugi oddech
- Ja, babuszkam Iłko i Iłarion
- Gdyby niebo było zwierciadłem
- Bolszewicy (1970)
- Car Fiodor Ioannowicz (1972)
- Zapomnieć o Herostratesie (1972)
- Śmierć Iwana Groźnego (1976)
- Moje nadzieje (1976–1977)
- Samyj prawdiwyj (1977)
- Największa świętość (1977)
- Car Borys (1978)
- Niemoralna historia (1979)
- Zakon wiecznosti (1981)
- Generał Sierplin (1982)
- Wybór (1984)
- Dni Turbinów (1984)

## Nagrody
- Ludowy Artysta ZSRR (1983)
- Nagroda Państwowa ZSRR (1984)